# Desoxyribonukleotide
Desoxyribonukleotide sind die Bausteine der Desoxyribonukleinsäure (DNA). Zusammen mit den Ribonukleotiden gehören sie zu den Nukleotiden. Desoxyribonukleotide bestehen aus dem Zucker Desoxyribose, der mit den Nukleobasen Adenin (A) und Guanin (G) (Puringrundkörper) oder Cytosin (C) und Thymin (T) (Pyrimidingrundkörper) verknüpft ist, sowie einem Phosphatrest, dies führt zu den Desoxyribonukleotiden dAMP, dGMP, dCMP und dTMP (Desoxyribonukleosid-Monophosphate, dNMP).
Am 1'-Kohlenstoffatom der Desoxyribose befindet sich die Nukleobase, am 2'-Kohlenstoffatom befindet sich im Gegensatz zur Ribose von Ribonukleotiden ein Wasserstoffatom (–H) statt einer Hydroxygruppe (–OH), und am 5'-Kohlenstoffatom der Phosphatrest. Bei einer Polymerisation durch enzymatische Kondensation zu DNA bindet eine Hydroxygruppe des Phosphatrests an die 3'-Hydroxygruppe der Desoxyribose der nachfolgenden Desoxyribose. Daher stammt die Konvention der Leserichtung der DNA vom 5'-Ende zum 3'-Ende.